# شجرة الثلج
شجرة الثلج (الاسم العلمي Breynia disticha)، هو نبات من فصيلة أملجية، وقد وصُف لأول مرة في عام 1776. موطنها كاليدونيا الجديدة وفانواتو في غرب المحيط الهادي، ولكن وطُن على نطاق واسعة في الجزر الأخرى في جميع أنحاء العالم (جزر الهند الغربية، ساو تومي، سيشيل، تشاغوس، جزر بونين، جزيرة نورفولك، فيجي، جزر لاين (الجزر الاستوائية)، جزر المجتمع، هاواي، وما إلى ذلك)، وكذلك في ولاية فلوريدا الأمريكية.